# Caroline Brunet
Caroline Brunet (Montreal, Quebec, 20 de março de 1969) é uma canoísta de velocidade canadiana na modalidade de canoagem.

## Carreira
Foi vencedora das medalhas de Prata em K-1 500 m em Atlanta 1996 e em Sydney 2000.
Foi vencedora da medalha de Bronze em K-1 500 m em Atenas 2004.